# Locomotiva ÖBB 1822

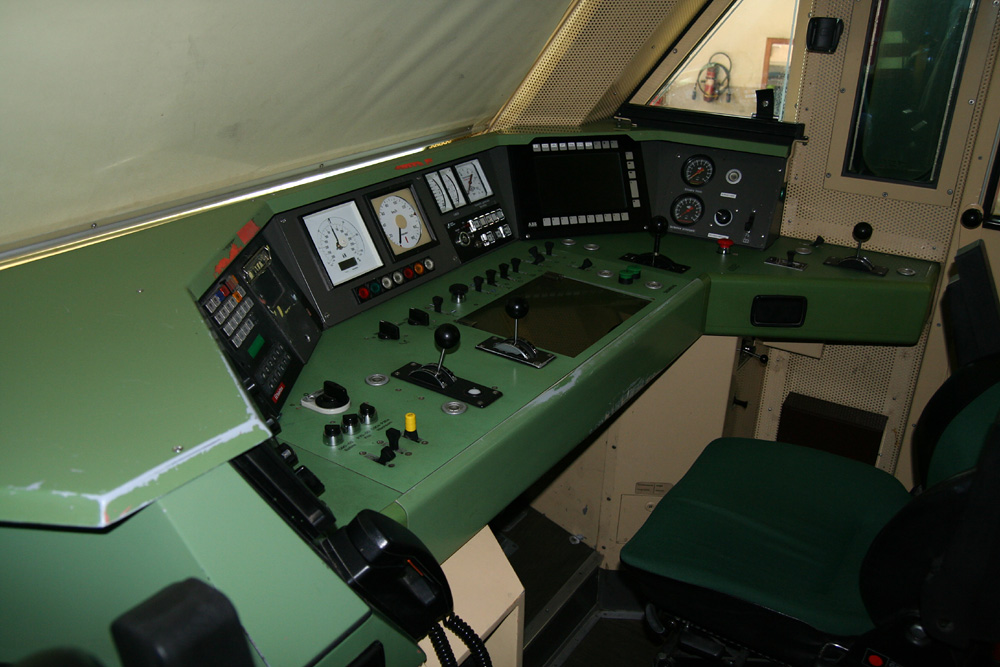
Cabina di guida della 1822

La locomotiva ÖBB 1822 è la sorella politensione della locomotiva ÖBB 1014.
Essa è stata progettata per i servizi ferroviari transfrontalieri merci, servizi per la quale è stata impiegata.

## Impieghi
Ha avuto anche impiego nei treni-corridoio fra Lienz e Innsbruck data l'elettrificazione della ferrovia della Val Pusteria e la possibilità di uso di sistemi di trazione adatti a entrambe le reti ferroviarie.
Essendo queste locomotive ad alimentazione politensione possiedono l'alimentazione sia a 3 kV in corrente continua sia 15 kV 16 2/3 Hz in corrente alternata.
Hanno avuto vita breve: a causa dei loro alti costi di mantenimento e l'imminente entrata in servizio delle locomotive ÖBB 1216 (in Italia E 190) sono state accantonate a Innsbruck fino alla vendita a DB Schenker Rail Polska dove poi saranno demolite le unitá 002 e 005.
Le altre 3 unitá sono in carico a Adria Transport che le impiega in servizi attraversanti il ponte di Maribor, a causa del limitato peso per asse sostenibile dalla struttura del ponte che impedisce il transito di locomotive ÖBB 1216.